# Vassilis Lakis
Vassilis Lakis (grč. Βασίλης Λάκης) (Solun, Grčka, 10. rujna 1976.) je grčki umirovljeni nogometaš koji igra na poziciji desnog krila. 

## Klupska karijera

### Naussa
Lakis je karijeru započeo u momčadi Naousse u kojoj je najprije igrao kao branič ali su njegovi prvi treneri prepoznali igračev talent te je stavljen na krilnu poziciju. U klubu je nastupao s budućom grčkom zvijezdom Vassiliosom Tsiartasom.

### Paniliakos
U ljeto 1995. Lakis potpisuje za Paniliakos a igrač je s klubom sljedeće sezone osvojio 7. mjesto u grčkom prvenstvu.

### AEK Atena i Crystal Palace
U ljeto 1998. Lakis prelazi u atenski AEK s kojim osvaja dva grčka kupa - 2000. protiv Ionikosa i 2002. protiv Olympiacosa. U sezoni 2001./02. igrač je s AEK-om igrao protiv milanskog Intera u 4. kolu Kupa UEFA dok je u sezoni 2002./03. s klubom nastupao u Ligi prvaka. Tada je AEK protiv Real Madrida odigrao 3:3 kod kuće i 2:2 na Santiago Bernabeu.
Nakon što je s Grčkom osvojio europsko prvenstvo, Lakis napušta AEK te odlazi na posudbu u Crystal Palace. Budući da se klub našao u teškoj financijskoj situaciji, igrač je nakon jedne sezone vraćen u Grčku.
Godinu dana nakon što se Lakis vratio u AEK, klub se u sezoni 2006./07. ponovo kvalificirao u Ligu prvaka. AEK je u ljeto 2007. doveo Rivalda iz Olympiacosa čime je Lakis dobio veliku konkurenciju na desnome boku te je zbog toga napustio klub.

### PAOK Solun
2. srpnja 2007. Vassilis Lakis je napustio AEK a dan potom potpisao trogodišnji ugovor sa solunskim PAOK-om. S klubom je osvojio 2. mjesto u prvenstvu te se kvalificirao u Intertoto kup.

### Kavala
Lakis 1. srpnja 2009. potpisuje dvogodišnji ugovor s Kavalom gdje je zajedno s bivšim reprezentativnim suigračem i vratarom Fanisom Katergiannakisom uspio plasirati klub u prvu ligu nakon 10 godina. Vassilis Lakis bio je jedan od najiskusnijih i najvažnijih igrača u klubu.

## Reprezentativna karijera
Igrač je za grčku reprezentaciju skupio 35 nastupa dok je svoj prvi pogodak postigao u travnju 2000. godine u utakmici protiv Irske u Dublinu. Izbornik Otto Rehhagel pozvao ga je da sudjeluje u kvalifikacijama za EURO 2004. a kasnije i na samom turniru gdje je Grčka postala novi europski prvak. Tamo je Lakis igrao u utakmici skupine protiv Portugala te u utakmici četvrtfinala protiv Francuske. Za reprezentaciju je nastupio i na Kupu konfederacija 2005. u Njemačkoj nakon čega se oprostio od nje.

## Osvojeni trofeji

### Klupski trofeji
| Klub      | Natjecanje | Godina |
| Grčka     | Grčka      | Grčka  |
| --------- | ---------- | ------ |
| AEK Atena | Grčki kup  | 2000.  |
| AEK Atena | Grčki kup  | 2002.  |

### Reprezentativni trofej
| Portugal   | Portugal |
| Natjecanje | Trofej   |
| ---------- | -------- |
| EURO 04'   | Zlato    |

## Vanjske poveznice
- Guardian Football  Arhivirana inačica izvorne stranice od 24. rujna 2012. (Wayback Machine)